# Anisia vanderwulpi
Anisia vanderwulpi là một loài ruồi trong họ Tachinidae.